# دو چشم و دوازده دست (فیلم ۱۹۵۷)
با دو چشم و دوازده دست (فیلم ۱۹۹۷) اشتباه نشود.
دو چشم و دوازده دست (به هندی: Do Ankhen Barah Hath) فیلمی محصول سال ۱۹۵۷ و به کارگردانی وی. شانتارام است. در این فیلم بازیگرانی همچون وی. شانتارام، ساندیا شانترام، بابورائو پندارکار، بی. ام ویاس ایفای نقش کرده‌اند.